# Garsthuizen
Garsthuizen (Gronings: Gaasthoezen of Garsthoezen) is een klein dijkdorp in de gemeente Eemsdelta in de provincie Groningen in Nederland. Het ligt vrijwel aan de Eemshavenweg. Het dorp heeft ongeveer 185 inwoners.

## Geschiedenis
Garsthuizen is omstreeks de elfde eeuw ontstaan op een meander van de Fivel in de voormalige Fivelboezem. De eerste bewoners verstigden zich  op verhoogde woonplaatsen die op de zandige kwelderruggen werden opgeworpen. Die werden in de loop van de twaalfde eeuw verbonden door een doorgaande dijk.
Het dorp wordt voor het eerst genoemd in 1283 als Gershusen, 1323 Gershusum, 1417 Garshusen. Volgens de taalkundige Wobbe de Vries zou de naam zijn afgeleid van het Oudfriese woord gers voor 'gras' met de uitgang -huson. Het woord Grashus, Oudfries *gershûs was vooral in Oost-Friesland gebruikelijk om een voorwerk aan te duiden. De naam lijkt daarom te verwijzen naar de beide kloosterboerderijen Westeremder- en Garsthuizervoorwerk, die hier aan het begin van de dertiende eeuw zijn gesticht. Het Westeremdervoorwerk, Groote Voorwerk of Dydingemonken werd in 1219 door de familie van abt Emo aan het Klooster Bloemhof geschonken. Het Garsthuizervoorwerk was eigendom van het Oldeklooster Feldwerd bij Holwierde. De nieuwe polders leenden zich uitstekend voor akkerbouw.
Mogelijk had het dorp eerst een andere naam. In de goederenregisters van de Abdij van Werden wordt rond het jaar 1000 gesproken over een nederzetting Reinbodashuson ('woonplaats van Reinbod'), gelegen tussen Stedum en Huizinge/Westeremden. Misschien was deze Reinbod de stichter van Garsthuizen. De Romaanse dorpskerk, gewijd aan Pancratius, had een herenloge oftewel westwerk, die door de dorpsheren moet zijn gebruikt. De kerk staat afgebeeld op een kaart van boerderij Groot Karshof uit ongeveer 1824.
Op een rond perceel ten zuiden van de dorpskerk bevond zich mogelijk een stinswier. Hier verrees later de borg Walkuma, genoemd rond 1380. In 1619 waren de grachten, wallen en singels nog aanwezig. De bijbehorende boerderij Groot Karshof (genoemd naar de familie Kater) lag eveneens op een verhoogd erf, doorsneden door het Maarvliet dat kennelijk later is aangelegd.
In de buurtschap Dijkum achter de Fiveldijk, aangelegd rond 1200, verrees de Dijkumborg. Hier bevond zich verder rond 1300 de boerderij Paelsterheerd of up Pale, waarvan de naam verwijst naar een kleine wierde of pol.

## Hervormde kerk
De laatste hervormde kerk van Garsthuizen dateert uit 1872. Het middeleeuwse kerkgebouw is in 1871 gesloopt. De huidige kerk is na de sluiting in 1993 in verval geraakt en vanaf 2009 werd een poging gedaan tot restauratie, waarbij de toren werd gesloopt met de bedoeling deze steen voor steen te herbouwen. Vanwege geldgebrek moest de restauratie echter worden stopgezet, waarop duidelijk werd dat de kerk niet meer te restaureren viel. De kerk werd overgedragen aan de stichting Oude Groninger Kerken en er werd besloten tot afbraak van de kerk. Het was de bedoeling dat in de plaats hiervan een interactief bezoekerscentrum van de stichting Oude Groninger Kerken zou verrijzen.

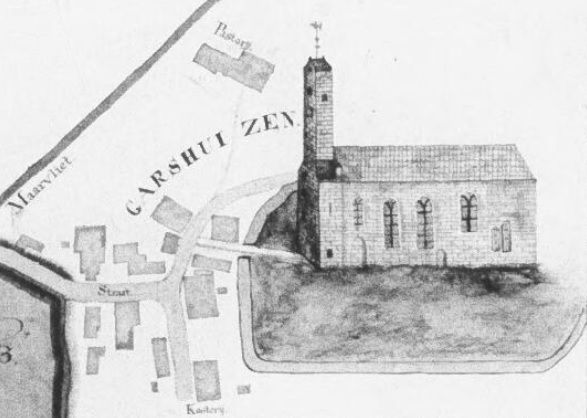
De in 1871 afgebroken kerk van Garsthuizen in 1824 met de locaties van pastorie en kosterij in het dorp
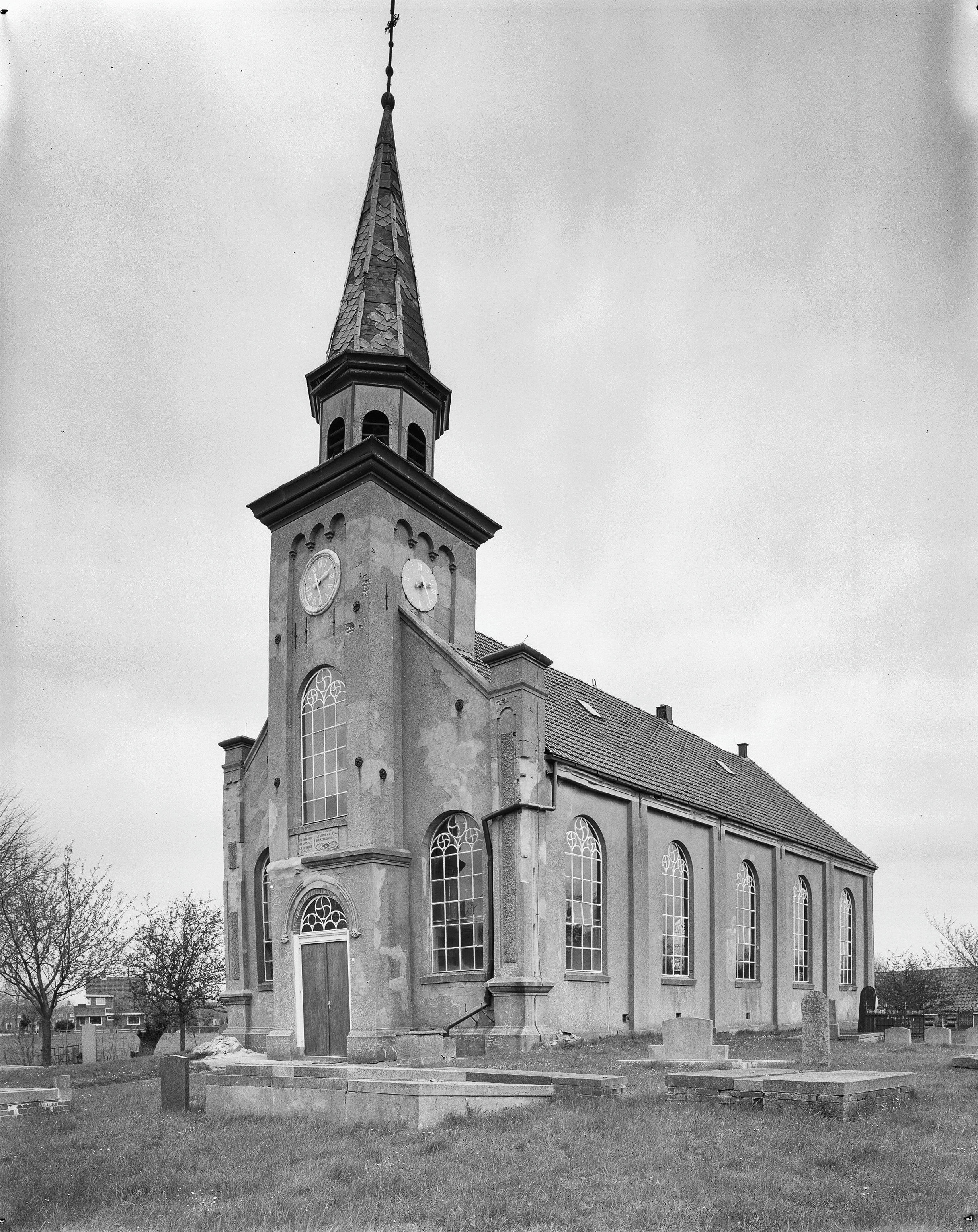
De vervallen kerk van Garsthuizen in 1981
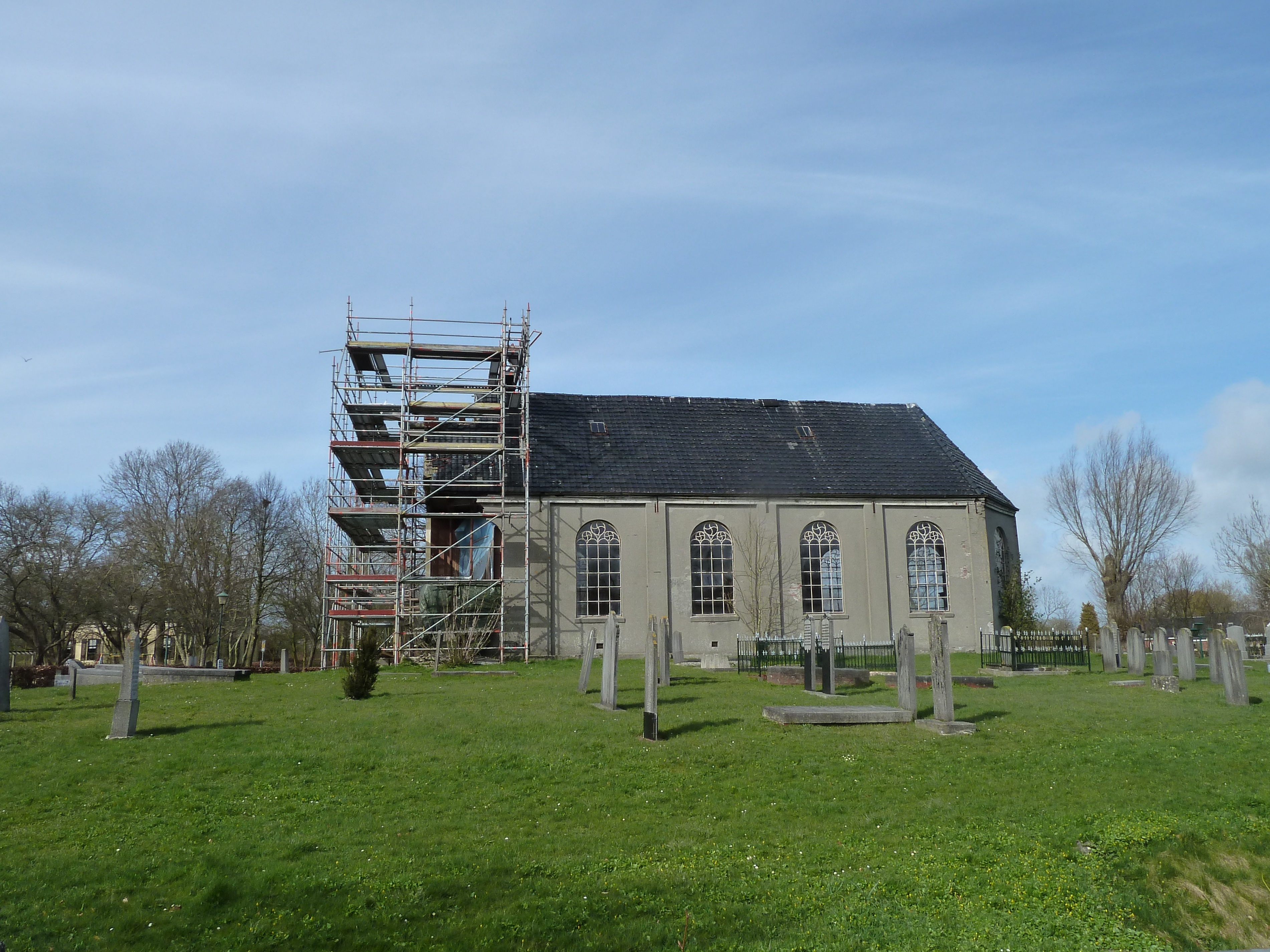
De kerk van Garsthuizen zonder toren in 2012
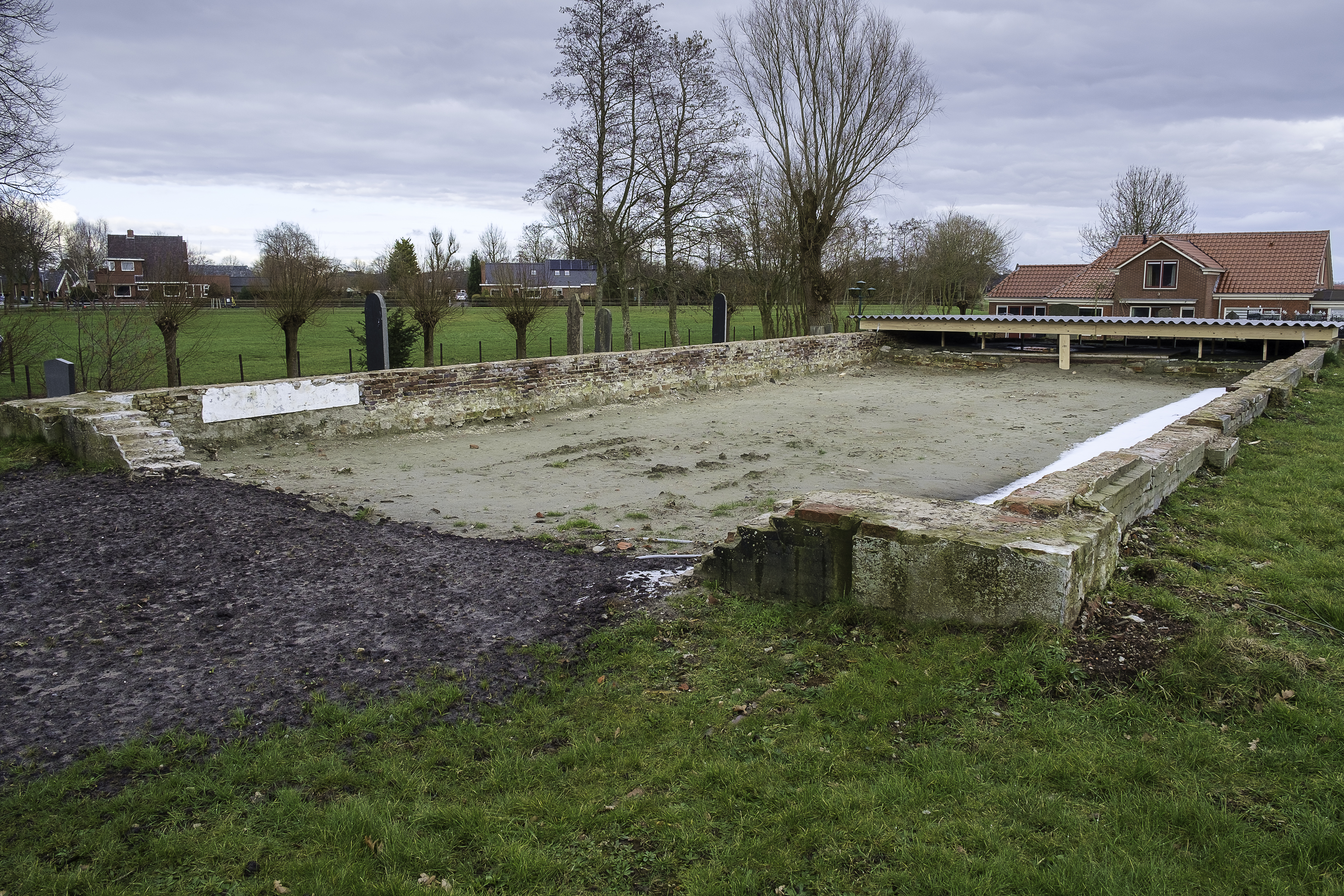
Fundamenten van de voormalige kerk in 2016

## Dorpsbeeld
Ten zuiden van het dorp staat de karakteristieke koren- en pelmolen De Hoop.
Aan de westkant van het dorp is het verbonden met Startenhuizen, een dorpje dat gedeeltelijk tot de gemeente Het Hogeland behoort. Het deel van Startenhuizen dat in de gemeente Eemsdelta ligt, maakte eeuwenlang deel uit van Garsthuizen. Na de gemeentelijke herindeling van 1990 kreeg Startenhuizen echter weer een eigen dorpsstatus.
Ten oosten van Garsthuizen stroomt het Garsthuizermaar, dat overgaat in het Zeerijpstermaar en ten slotte uitmondt in het Damsterdiep. Het eerste gedeelte vormt tezamen met de Zeemsloot een overblijfsel van de Fivel.

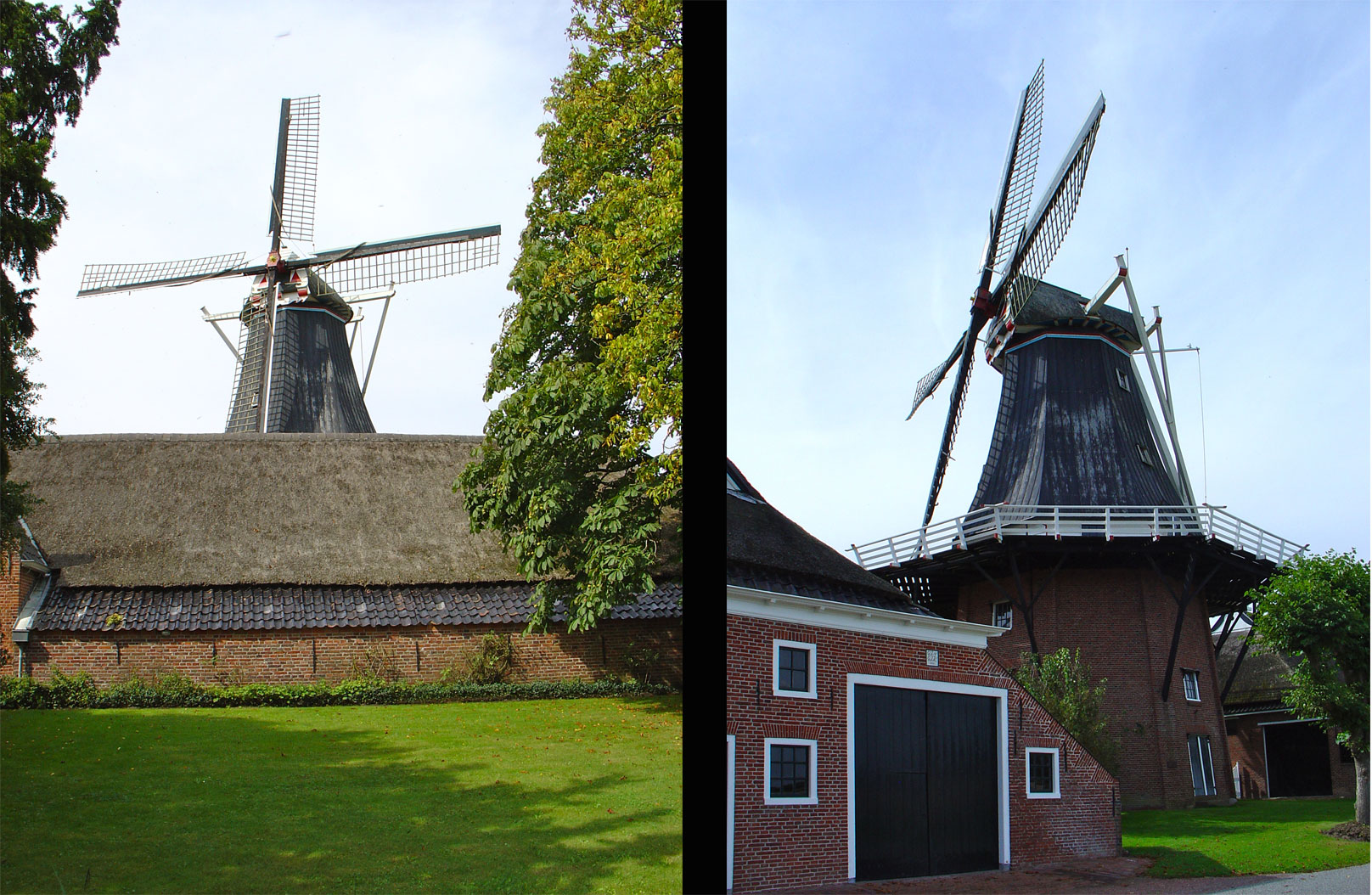
Molen de Hoop
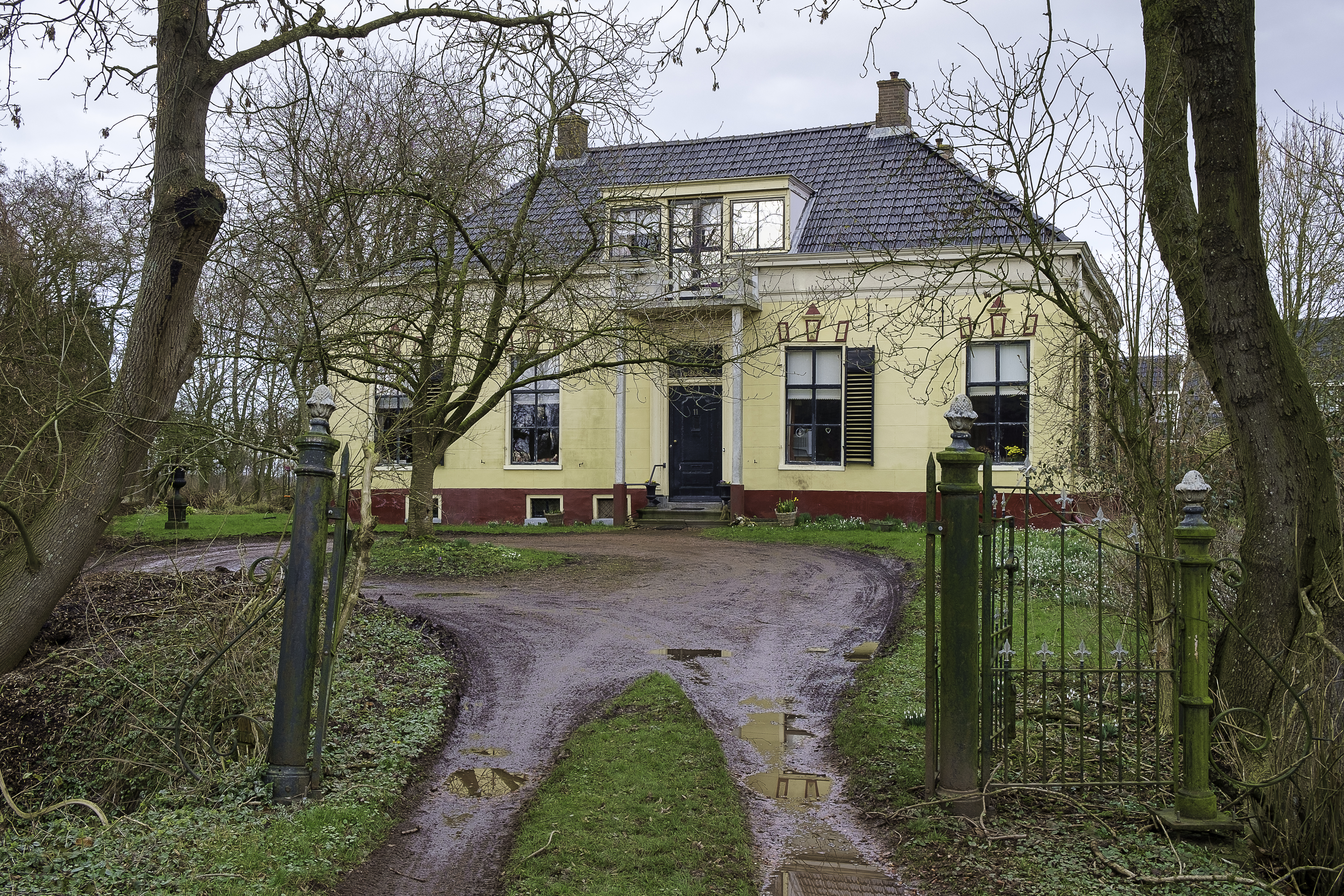
Pastorie van Garsthuizen
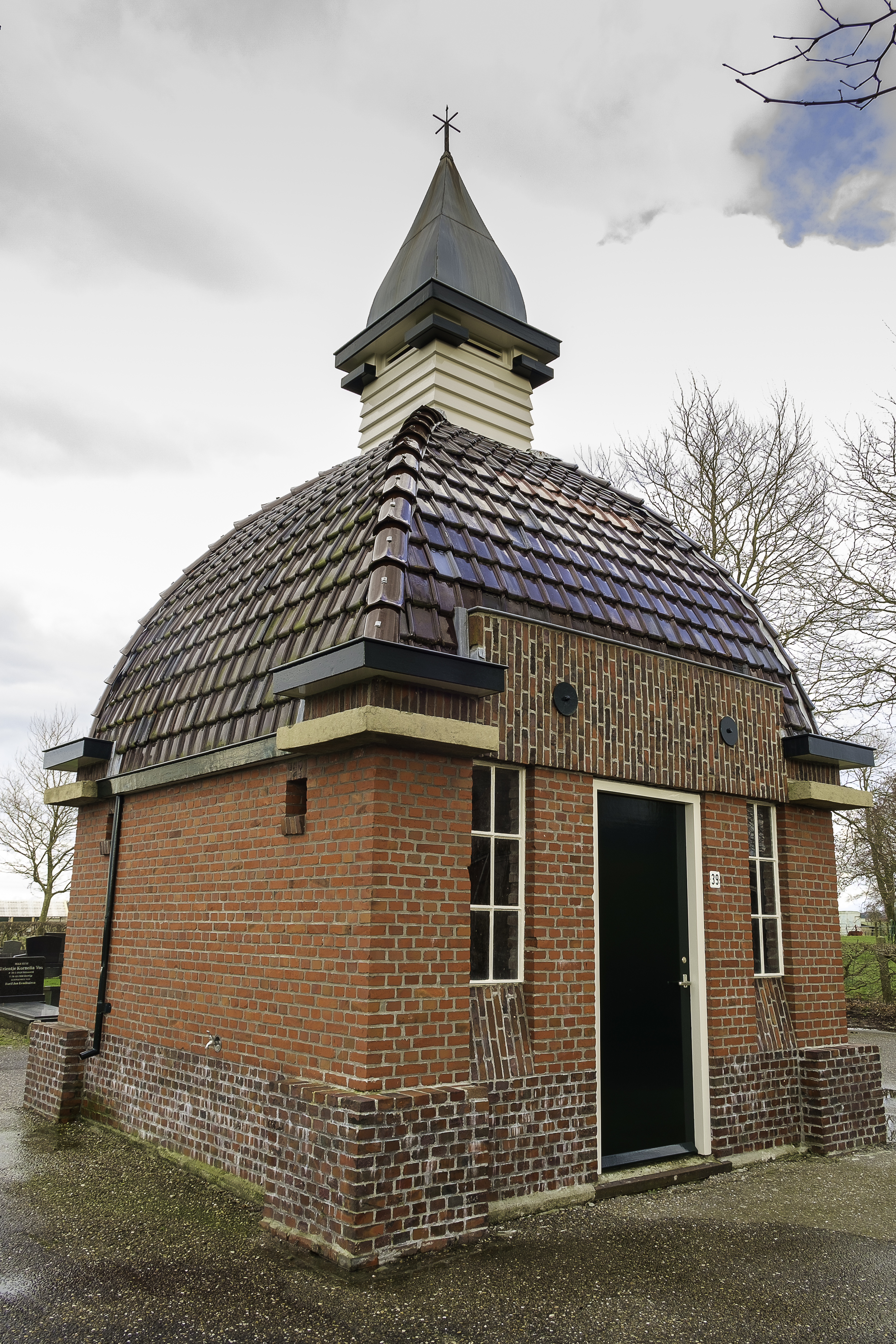
Baarhuisje op de begraafplaats

## Aardbevingen
Op 7 november 2008 vond er een lichte aardbeving plaats met een kracht van 2,2 op de schaal van Richter. Ook op 31 oktober 2024 was er een aardschok van 2,2. De aardschokken zijn het gevolg van de aardgaswinning die door de Nederlandse Aardolie Maatschappij in Noord-Nederland wordt uitgevoerd. Aardschokken komen door deze winning wel vaker in dit gedeelte van Nederland voor.

## Geboren
- Arend Biewenga (1903-1971), politicus, lid Tweede Kamer der Staten-Generaal
- Minke Lalkens (2000), voetbalster